# 威爾森山脈
威爾森山脈（英語：Wilson Mountains）是南極洲的山脈，位於帕爾默地的梅爾茲半島，西面是迪圖瓦山脈，南面是德凡特冰川，海拔高度約1,600米，由美國研究隊拍攝空中照片，現時由南極條約體系管理。